# 路南区
路南区是中国河北省唐山市所辖的一个市辖区。总面积为65平方公里。區人民政府駐學院南路街道新華西道68號。

## 行政区划
路南区下辖9个街道办事处、2个镇：
学院南路街道、友谊街道、广场街道、永红桥街道、小山街道、文化北后街街道、钱家营矿区街道、惠民道街道、梁家屯路街道、稻地镇和女织寨镇。

## 人口
根據全國第七次人口普查數據顯示，截至2020年11月1日零時，路南區常住人口334204人。